# Monges Barbudos
O movimento dos Monges Barbudos foi um movimento messiânico que teria ocorrido entre os anos de 1935 e 1938 em Sobradinho, uma cidade emancipada de Soledade em 1927, no interior do Rio Grande do Sul. O ponto máximo do conflito aconteceu no dia 14 de abril de 1938, uma Sexta-Feira Santa, na capela Santa Catarina, no então distrito de Bela Vista que na época pertencia para o município de Sobradinho, hoje território de Segredo/RS. Ocorreu o confronto entre os seguidores monges e soldados da Brigada Militar, esta última com apoio de moradores locais contrários ao movimento. Várias pessoas foram presas e outras ficaram feridas. 
O líder do movimento, André Ferreira França (apelidado Deca) não estava presente devido às perseguições. O segundo líder do movimento, Anastácio Desidério Fiúza (chamado Tácio), foi baleado, ferimento que o levou à morte em 15 de abril de 1938. Pouco tempo depois, também Deca acabou sendo morto. Os membros do movimento ficaram impedidos de se reunirem e praticarem sua religiosidade. 
Neste movimento teria havido uma menção à figura do Monge João Maria, que teria pernoitado durante meses na casa de Deca, ensinando procedimentos de cura com plantas medicinais, orações e ritos diversos e lhe incumbido de organizar a seita na região.
O movimento ocorreu na década de 1930 durante o Governo de Getúlio Vargas, o Governo teria a acusado os religiosos de serem comunistas para justificar a perseguição. Também na mesma década ocorreu um movimento semelhante aos Monges Barbudos na Região do Nordeste do Brasil, O Caldeirão da Santa Cruz do Deserto.
1. ↑  www.bing.com https://www.bing.com/ck/a?!&&p=9c53aca4d974b869JmltdHM9MTY3NTQ2ODgwMCZpZ3VpZD0yMTZhOTE5ZS1mNTIzLTZlYzYtMDgzYi04M2ZlZjQzNzZmY2UmaW5zaWQ9NTE5Mw&ptn=3&hsh=3&fclid=216a919e-f523-6ec6-083b-83fef4376fce&psq=monges+barbudos&u=a1aHR0cHM6Ly93d3cubHVtZS51ZnJncy5ici9oYW5kbGUvMTAxODMvMTY1OTQ2P3Nob3c9ZnVsbA&ntb=1. Consultado em 5 de fevereiro de 2023 Em falta ou vazio |título= (ajuda)
2. ↑  Guazzelli, Cesar Augusto Barcellos (2002). «Do sagrado à heresia : o caso dos Monges Barbudos (1935-1938)». Repositório Digital, Universidade Federal do Rio Grande do Sul. Consultado em 30 de Agosto de 2017. Cópia arquivada em 2002